# Legge Pica
La legge 15 agosto 1863, n. 1409 ("Procedura per la repressione del brigantaggio e dei camorristi nelle Provincie infette") – nota anche come legge Pica dal nome del suo promotore, il deputato abruzzese Giuseppe Pica – fu una legge del Regno d'Italia. La legge venne concepita per contrastare il brigantaggio postunitario e fu emanata in deroga agli articoli 24 e 71 dello Statuto albertino, che garantivano il principio di uguaglianza di tutti i sudditi dinanzi alla legge e la garanzia del giudice naturale. Introdusse il reato di brigantaggio, i cui trasgressori sarebbero stati giudicati dai tribunali militari; essa inoltre fu la prima disposizione normativa dello stato unitario a contemplare il reato di camorrismo e a prevedere il "domicilio coatto". Le pene comminabili andavano dalla fucilazione, ai lavori forzati a vita, ad anni di carcere, con attenuanti per chi si fosse consegnato o avesse collaborato con la giustizia.
Approvata durante il governo Minghetti I, su 207 votanti alla camera ebbe soli 33 voti contrari.e promulgata da Vittorio Emanuele II il 15 agosto dello stesso anno, la legge rimase in vigore fino al 31 dicembre 1865.

## Storia

### La crisi del governo Rattazzi
La fine del 1862 è contrassegnata dall'instabilità politica: il governo Rattazzi in carica da qualche mese è in difficoltà. Il dibattito politico è dominato dalla necessità di arginare Garibaldi che intende risolvere a modo suo la “questione romana” e la necessità di debellare il fenomeno del brigantaggio nelle province meridionali. Alfonso La Marmora, prefetto di Napoli e commissario straordinario per il mezzogiorno (era comandante del 6º Corpo d'armata con sede a Napoli), redige un rapporto e suggerisce l’istituzione di una commissione incaricata di riferire in parlamento i provvedimenti da adottare.

### Il governo Farini e la relazione Massari sul brigantaggio
Caduto Rattazzi, viene affidato l'incarico di formare il governo a Luigi Carlo Farini, che era stato primo luogotenente di Napoli dopo la reggenza garibaldina. Dopo una prima relazione del deputato milanese, Antonio Mosca, dietro insistenza di autorevoli deputati, alla fine del 1862 viene istituita una commissione parlamentare di inchiesta sul brigantaggio, con il compito, di “investigare le condizioni delle provincie meridionali, studiare i mezzi più efficaci di metter termine a quel flagello, col concorso delle forze cittadine e proporre gli ordinamenti e i rimedi che stimerà più opportuni all’intento”.

### La proposta e la legge di Giuseppe Pica
Durante il governo Minghetti I, l'indignazione dell'opinione pubblica prodotta dalle indagini della commissione inducono il parlamento a varare un disegno di legge per la repressione del brigantaggio, che rientrava fra i tanti suggerimenti della relazione Massari. La discussione inizia negli ultimi giorni di luglio e, quando già si pensa che la sospensione estiva dei lavori ne avrebbe rallentato l’approvazione, il primo agosto il deputato Giuseppe Pica presenta una sua distinta proposta che è un sunto del progetto elaborato dalla commissione parlamentare d’inchiesta. La proposta viene subito firmata dai 41 parlamentari della Destra, tra cui milita lo stesso Massari, ed è approvata dalla Camera a larghissima maggioranza (soli 33 voti contrari su 207).
Alla fine dell'estate 1863, di fatto la legge Pica fu estesa anche alla Sicilia, per combattere oltre il brigantaggio postunitario in Sicilia, anche il fenomeno della renitenza alla leva. Il 5 dicembre 1863, il deputato siciliano Vito d'Ondes Reggio presentò un'interpellanza parlamentare nella quale chiedeva lumi in merito alle modalità, tipiche di una «profilassi di tipo coloniale», con le quali veniva mantenuto l'ordine pubblico in Sicilia. Lo stesso d'Ondes Reggio, quindi, propose alla camera dei deputati del Regno d'Italia di apportare delle integrazioni di tipo garantista alla legge, in particolare che fosse concesso all'imputato di poter deporre, che i difensori da questi prescelti potessero essere ascoltati dalla giunta giudicante e che fossero sentiti i testimoni indicati dalla difesa.
Con la legge 7 febbraio 1864, n. 1661, che prorogava la legge Pica, quest'ultima venne estesa alle province siciliane (art. 9), rimanendo in vigore fino al 31 dicembre 1865.

## Contenuto

### Le novità introdotte
Venne concepita come “mezzo eccezionale e temporaneo di difesa” per contrastare il brigantaggio postunitario e fu emanata in deroga agli articoli 24 e 71 dello Statuto albertino, che garantivano il principio di uguaglianza di tutti i sudditi dinanzi alla legge e la garanzia del giudice naturale. Fu modellata ispirandosi alla legislazione contro il brigantaggio esistente nel regno delle Due Sicilie, di cui riprendeva i suoi punti nodali a cominciare dalla definizione di brigantaggio. 
Introdusse il reato di brigantaggio, i cui trasgressori sarebbero stati giudicati dai tribunali militari; essa inoltre fu la prima disposizione normativa dello stato unitario a contemplare il reato di camorrismo e a prevedere il "domicilio coatto". Le pene comminabili andavano dalla fucilazione, ai lavori forzati a vita, ad anni di carcere, con attenuanti per chi si fosse consegnato o avesse collaborato con la giustizia. All'articolo 1, definiva il nuovo reato di brigantaggio ed affidava la competenza penale per la sua repressione ai tribunali militari, anziché - come sarebbe stato naturale - ai tribunali ordinari.
La norma venne emanata in deroga agli articoli 24 e 71 dello Statuto albertino, che garantivano, rispettivamente, il principio di uguaglianza di tutti i sudditi dinanzi alla legge e la garanzia del giudice naturale, e il divieto di costituire tribunali speciali. Essa inoltre, oltre a introdurre il reato di brigantaggio, fu la prima disposizione normativa dello stato unitario in cui viene contemplato il reato di camorrismo. Inoltre dettò disposizioni in tema di ordine pubblico riferendosi anche alle azioni delittuose commesse da organizzazioni criminali. Inoltre, la norma introdusse anche la pena del domicilio coatto, ponendosi, per questi due aspetti, come antesignana dell'ampia produzione normativa connessa ai reati di mafia che caratterizzerà il XX secolo. prevedendo come pene comminabili la fucilazione, i lavori forzati a vita, oppure la reclusione, con attenuanti per chi si fosse consegnato o avesse collaborato con la giustizia.

### Le disposizioni normative
per grazia di Dio e volontà della Nazione Re d'Italia,

Vista la legge in data del 15 corrente mese, n° 1409;

Sentito il Consiglio dei Ministri;

Sulla proposta del Nostro Ministro Segretario di Stato per gli Affari dell'Interno,

Abbiamo decretato e decretiamo:
La dichiarazione di che all'art. 1° della Legge suddetta è fatta per le Provincie di Abruzzo Citeriore, Abruzzo Ulteriore II, Basilicata, Benevento, Calabria Citeriore, Calabria Ulteriore II, Capitanata, Molise, Principato Citeriore, Principato Ulteriore e Terra di Lavoro.

In rosso le province meridionali ove venne inizialmente applicata la legge Pica.
In applicazione della legge Pica, dunque, venivano istituiti sul territorio delle province "infestate dal brigantaggio" di Abruzzo Citeriore, Abruzzo Ulteriore II, Basilicata, Benevento, Calabria Citeriore, Calabria Ulteriore II, Capitanata, Molise, Principato Citeriore, Principato Ulteriore e Terra di Lavoro (individuate dall'articolo unico del Regio decreto del 20 agosto 1863, n. 1414) i tribunali militari, ai quali passava la competenza in materia di reati di brigantaggio.
Il primo articolo della legge stabiliva che potevano essere incriminati per il reato di brigantaggio «i componenti comitiva o banda armata composta almeno di tre persone, la quale vada scorrendo le pubbliche vie o le campagne per commettere crimini o delitti, e i loro complici, [che] saranno giudicati dai Tribunali Militari, di cui nel libro II, parte II del Codice penale militare, e con la procedura determinata dal capo III del detto libro».
Il secondo articolo stabiliva le pene per i ritenuti colpevoli, coloro che con «armata mano oppongono resistenza alla forza pubblica, saranno puniti colla fucilazione, o co' lavori forzati a vita concorrendovi circostanze attenuanti. A coloro che non oppongono resistenza, non che ai ricettatori e somministratori di viveri, notizie ed ajuti di ogni maniera, sarà applicata la pena de' lavori forzati a vita, e concorrendovi circostanze attenuanti il maximum de' lavori forzati a tempo».
Il terzo articolo introduceva un temporaneo periodo di riduzione di pena a «coloro che si sono già costituiti o si costituiranno volontariamente nel termine di un mese dalla pubblicazione della presente legge» con l'adozione della «diminuzione da uno a tre gradi di pena»; il quarto articolo permetteva al governo di applicare questa riduzione di pena anche successivamente per casi di volontaria presentazione, evidentemente allo scopo di favorire la consegna volontaria a seguito di trattative.
Veniva concessa la facoltà di istituire delle milizie volontarie per la caccia ai briganti e a questi volontari, la cui ferma non poteva superare i tre mesi,  era concesso il soprassoldo e la pensione in casi morte o ferite in campagna, il mantenimento dell'animale per i volontari a cavallo era a carico del volontario secondo quanto previsto nell'articolo 8 della legge che rimandava agli artt. 3, 22, 28, 29, 30 e 32 della Legge sulle pensioni militari del 27 giugno 1850.
Le pene comminate ai condannati andavano dall'incarcerazione, ai lavori forzati, alla fucilazione. Veniva punito con la fucilazione (o con i lavori forzati a vita, concorrendo circostanze attenuanti) chiunque avesse opposto resistenza armata all'arresto, mentre coloro che non si opponevano all'arresto potevano essere puniti con i lavori forzati a vita o con i lavori forzati a tempo (concorrendo circostanze attenuanti), salvo, però, maggiori pene, applicabili nel caso in cui costoro fossero stati riconosciuti colpevoli di altri reati. Coloro che prestavano aiuti e sostegno di qualsiasi genere ai briganti potevano essere, invece, puniti con i lavori forzati a tempo o con la detenzione (concorrendo circostanze attenuanti). Veniva punito con la deportazione chiunque si fosse unito, anche momentaneamente, ai gruppi qualificati come bande brigantesche. Erano, invece, previste delle attenuanti per coloro i quali si fossero presentati spontaneamente alle autorità. Veniva, infine, introdotto anche il reato di eccitamento al brigantaggio.
La legge prevedeva, inoltre, la condanna al domicilio coatto per i vagabondi, le persone senza occupazione fissa, i sospetti manutengoli, camorristi e fiancheggiatori, fino a un anno di reclusione.
Nelle province sottoposte alla legge Pica, venivano istituiti i Consigli inquisitori (i cui componenti erano il Prefetto, il Presidente del Tribunale, il Procuratore del Re e due cittadini della Deputazione Provinciale) che avevano il compito di stendere delle liste con i nominativi dei briganti individuando così i sospetti che potevano essere messi in stato d'arresto o, in caso di resistenza, uccisi: l'iscrizione nella lista, infatti, costituiva di per sé prova d'accusa. In sostanza, veniva introdotto il criterio del sospetto: in base a esso, però, chiunque avrebbe potuto avanzare accuse, anche senza fondamento, anche per consumare una vendetta privata. La legge, inoltre, aveva effetto retroattivo: in altre parole, era possibile applicare la legge Pica anche per reati contestati in epoca antecedente la promulgazione della legge stessa.

## Analisi

### Il contesto storico
Il provvedimento legislativo seguiva, di circa dodici mesi, la proclamazione, da parte del governo, dello stato d'assedio nelle province meridionali, avvenuta nell'estate del 1862, e, di pochi mesi, l'ordinanza militare sul blocco della transumanza, emanata nella primavera del 1863. Quest'ultima misura aveva l'obiettivo di arrestare l'attività insurrezionale colpendo il mondo rurale, considerato strettamente connesso al brigantaggio. Il provvedimento impedì la migrazione stagionale delle greggi e comportò la sistematica sorveglianza militare dei pastori e del bestiame nelle masserie, producendo effetti nefasti dal punto di vista economico e sociale in particolar modo nel Gargano e negli Abruzzi. Riguardo invece al fenomeno della repressione della renitenza alla leva divennero perseguibili non solo gli stessi renitenti, ma anche i loro parenti e, persino, i loro concittadini, che nella pratica avvenne attraverso l'occupazione militare di città e paesi. Come hanno osservato alcuni storici – tra cui Salvatore Lupo – alla sospensione dei diritti costituzionali, dunque, si accompagnavano misure come la punizione collettiva per i reati dei singoli e il diritto di rappresaglia contro i villaggi: veniva introdotto il concetto di "responsabilità collettiva".
Con lo stato d'assedio, invece, si era voluto concentrare il potere nelle mani dell'autorità militare al fine di reprimere l'attività di resistenza armata. Veniva, quindi, stabilita una preminenza del potere militare sulle autorità civili, che finivano, anzi, per sovrapporsi e fondersi: il generale Alberto La Marmora, tra il 1861 e il 1863, prefetto di Napoli, fu anche il comandante dell'esercito nelle province meridionali. Coloro i quali venivano catturati con l'accusa di brigantaggio, fossero essi sospettati di essere ribelli o parenti di ribelli, potevano essere passati per le armi dall'esercito, senza formalità di alcun genere. L'approvazione della legge, e delle relative discussioni parlamentari, suscitò diverse perplessità tanto che il Ministero di Grazia e Giustizia e Culti rifiutò di ammettere le richieste avanzate da d'Ondes Reggio, che così commentò: 
Nella seduta parlamentare del 29 aprile 1862, il senatore Giuseppe Ferrari affermava:
 Per contro, coloro che riuscivano a evitare il plotone di esecuzione non potevano più essere processati dai tribunali militari e divenivano soggetti alla giustizia ordinaria, che, in base alle variazioni apportate, nel 1859, al codice penale piemontese, non prevedeva più l'applicazione della pena di morte per i reati politici. La legge Pica, dunque, sospendendo, in sostanza, la garanzia dei diritti costituzionali contemplati dallo statuto Albertino, aveva l'obiettivo di colmare questo "vuoto", sottraendo i sospettati di brigantaggio ai tribunali civili in favore di quelli militari. La legge Pica, di fatto, legittimava quella supremazia dell'autorità militare sull'autorità civile, che era stata affermata con lo stato d'assedio.

### Il contesto sociale e politico

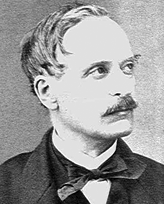
Luigi Federico Menabrea

Già durante la fase di discussione, fu avanzata l'ipotesi che la proposta del Pica avrebbe potuto dare adito a errori e arbitrii di ogni sorta: il senatore Ubaldino Peruzzi, infatti, notò come il provvedimento fosse «la negazione di ogni libertà politica». Al pugno di ferro prospettato dalla destra storica, il senatore Luigi Federico Menabrea rispose, invece, con una proposta totalmente alternativa. Il Menabrea, come soluzione al malcontento popolare e alle insurrezioni che seguirono l'annessione delle Due Sicilie al Regno d'Italia, propose di stanziare 20 milioni di lire per la realizzazione di opere pubbliche nel sud d'Italia. Il piano del Menabrea, però, non ebbe alcun seguito, poiché il parlamento italiano preferì investire nell'impiego delle forze armate italiane.
In generale, infatti, nella lotta al brigantaggio postunitario, impegnò un significativo "contingente di pacificazione": inizialmente esso constava di centoventimila unità, quasi la metà dell'allora esercito unitario, poi scese, negli anni successivi prima a 90.000 uomini e poi a 50.000.

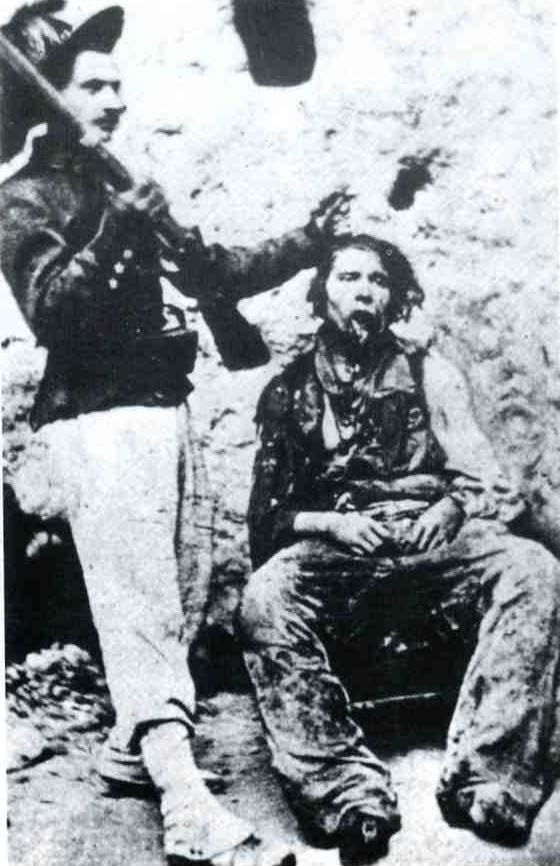
Nola, 10 settembre 1863, un bersagliere mostra il cadavere del brigante Nicola Napolitano dopo la fucilazione.

Dunque, nonostante le criticità del provvedimento legislativo fossero state apertamente denunciate, la legge fu ugualmente approvata, ma già dai suoi stessi contemporanei furono riconosciuti gli abusi e le iniquità a cui essa diede adito, anche mediante un'analisi critica condotta da parte di alcuni giuristi.
In sostanza, la legge Pica non faceva alcuna distinzione tra briganti, assassini, contadini, manutengoli, complici veri o presunti. A tal proposito, nel 1864, Vincenzo Padula scriveva: 
Inoltre, durante l'intera fase di repressione del quinquennio 1861-65, ivi inclusi, quindi, gli anni in cui fu in essere la legge Pica, fu stabilita, per le province meridionali, la censura militare, «che copriva di fatto le operazioni sporche di tipo coloniale».: in sostanza, i giornalisti, sia italiani, sia stranieri, e anche gli stessi parlamentari non potevano circolare nei territori oggetto delle operazioni militari. I corrispondenti dei giornali potevano inoltrare alle proprie redazioni solo quanto «lasciato filtrare dalle autorità militari»
Legiferando, su proto-mafie e brigantaggio attraverso un'unica norma, il parlamento italiano non distingueva il mero banditismo all'attività di brigantaggio politico di stampo legittimista. Il liberale moderato Giacomo Racioppi scrisse che la legge Pica:
 Racioppi rivelò che, in meno di sei mesi, in Basilicata furono incarcerate per complicità o sospetto di aderenza ai masnadieri 2.400 persone, di cui la metà «mandata innanzi a giudici militari o civili»; di questi, 525 persone, tra cui 140 donne, finirono al confino. La legge Pica, fra fucilazioni e arresti, eliminò da paesi e campagne circa 14.000 briganti o presunti tali: per effetto della legge n. 1409/1863 e del complesso normativo a essa connesso, fino a tutto il dicembre 1865, si ebbero 12.000 tra arrestati e deportati, mentre furono 2.218 i condannati. Nel solo 1865, furono 55 le condanne a morte, 83 ai lavori forzati a vita, 576 quelle ai lavori forzati a tempo e 306 quelle alla reclusione ordinaria. Nonostante tale rigore, la legge Pica non riuscì a portare i risultati che il governo si era prefissi: l'attività insurrezionale e gli episodi di brigantaggio perdurarono infatti negli anni successivi al 1865, protraendosi fino al 1870.